# Apache Mahout
Apache Mahout свободный проект Apache Software Foundation обеспечивающий распределенную, масштабируемую среду для алгоритмов машинного обучения с фокусом на линейную алгебру. Изначально на основе экосистемы Apache Hadoop, на сегодняшний день фокус смещается на Apache Spark.
Mahout находится в стадии активной разработки. Основные работы направлены на увеличение количества алгоритмов и уход от использования MapReduce.
В стандартный набор библиотек входят метода кластеризации (классификации), коллаборативной фильтрации. Наиболее популярно применение этих алгоритмов наблюдается в создании рекомендательных систем на основе коллаборатвной фильтрации. В Apache Mahout возможно создание пользователе-ориентированной (user-based) или свойство-ориентированной (item-based) системы фильтрации.